# Kuzbağı, Reşadiye
Kuzbağı là một thị trấn thuộc huyện Reşadiye, tỉnh Tokat, Thổ Nhĩ Kỳ. Dân số thời điểm năm 2011 là 920 người.